# Tito Volturcio
Tito Volturcio o Vulturcio (in latino: Titus Volturcius oppure Vulturcius; Crotone, I secolo a.C. – Roma, 63 a.C.) è stato un politico, magistrato e cospiratore romano, vissuto nell'ultimo periodo della Repubblica romana.

## Biografia
Si narra che Volturcio fosse stato mandato dal senatore Lentulo ad accompagnare gli ambasciatori degli Allobrogi da Catilina, ma che venne poi arrestato da Marco Tullio Cicerone nei pressi di ponte Milvio e condotto al Senato per essere sottoposto a giudizio in seguito alla sua implicazione nella cosiddetta Congiura di Catilina del 63 a.C., che lo stesso Cicerone debellò.
Nonostante il tentativo di Volturcio, allo scopo di scampare alla pena, di convincere i senatori a nominarlo loro informatore, fu affidato alla custodia di Publio Cornelio Lentulo Spintere che lo fece detenere nel carcere Mamertino, dove venne giustiziato per strangolamento insieme ad altri cospiratori come Cetego, Statilio, Cepario, Lentulo e Gabinio Capitone.